# Ulrich Föhse
Ulrich Föhse (* 1. Januar 1944 in Wuppertal; † 12. April 2012 ebd.) war ein deutscher Historiker, Schulleiter und Stadtverordneter.

## Leben
Bei den Stadtratswahlen in Wuppertal am 9. November 1969 erlangte Föhse einen Sitz für die CDU im Stadtrat. Er wurde 1975, 1979, 1984 und 1989 wiedergewählt.
Seit Anfang der 1980er Jahre trug er eine bedeutende Sammlung von hunderten von Briefen, Fotos und weiteren Dokumenten zusammen, die ihm von ehemaligen jüdischen Mitbürgern oder deren Familien anvertraut wurden, die oder deren Angehörige in der Zeit des Nationalsozialismus aus Wuppertal vertrieben worden waren.
Seine Witwe Adelheid Föhse vermachte diese Sammlung 2013 der Begegnungsstätte Alte Synagoge, wo sie mit dem Ziel, sie der Öffentlichkeit mindestens in Teilen zugänglich zu machen, ausgewertet wird. Eine erste Publikation erschien 2018.
Föhse initiierte diese Sammlung, indem er hunderte von ehemaligen jüdischen Wuppertalern in aller Welt anschrieb und um weitergehende Auskünfte und Dokumente bat. Durch weitere Korrespondenz und Besuche entwickelten sich nach und nach aus vielen dieser Kontakte auch engere persönliche Beziehungen.
Über den Aufbau der Sammlung hinaus machte Föhse in wichtigen Publikationen erste Schritte zur wissenschaftlichen Aufarbeitung der jüdischen Geschichte Wuppertals im 20. Jahrhundert.
Für seine Arbeit wurde Föhse verschiedentlich ausgezeichnet, unter anderem mit dem Bundesverdienstkreuz erster Klasse.

## Veröffentlichungen
- Ulrich Föhse, Erst Mensch, dann Untermensch – Der Weg der jüdischen Wuppertaler in den Holocaust, in: Klaus Goebel (Hrsg.), Wuppertal in der Zeit des Nationalsozialismus, Peter Hammer Verlag, Wuppertal 1984, S. 65 ff.
- Ulrich Föhse, Die Wahls in Barmen. In: Trägerverein Begegnungsstätte Alte Synagoge Wuppertal e.V. (Hrsg.): Hier wohnte Frau Antonie Giese – Die Geschichte der Juden im Bergischen Land, Wuppertal 1997, S. 44–47.
- Ulrich Föhse, Juden in Wuppertal – eine tragische Episode, in: Lothar Bossle (Hrsg.), Wirkung des Schöpferischen, Würzburg 1986
- Ulrike Schrader (Hrsg.), Antworten aus der Emigration. Briefe und andere Quellen jüdischer Flüchtlinge aus Wuppertal in der Sammlung Föhse, ISBN 978-3-940199-18-8